# 浦起龙
浦起龙（1679年—1762年），字二田，號孩禪，學者稱山伧先生，江苏金匮（今无锡）人，清朝政治人物、学者，進士出身。

## 生平
以弱冠補諸生，屢試不第，困顿场屋三十余年。雍正八年（1730年）登庚戌科進士，沒被選為庶吉士，為此候選三年。雍正十年（1732年）授揚州府學教授，因父病故未能赴任。雍正十二年（1734年）應當時的雲南總督尹繼善之邀，擔任五華書院山長。乾隆四年（1739年）任蘇州府學教授，主紫陽書院。史称:“公家甚贫，书甚富，口甚拙，手甚敏，待人甚厚而校书甚严。”浦起龙读杜甫诗十年，不穿凿字句，如《别董颐》一詩，歷代皆以為董颐南下鄧州，浦起龙指出: “南适恐误，邓在江陵西北也。”清朝著名的學者王昶、錢大昕，經史學家王鳴盛均受業其門下。乾隆十年（1745年）被江蘇布政使愛必達參劾，遂以年老辭官回家，居鄉撰寫《史通通釋》一書。浦氏著述《通释》，用力极勤，以“六家二体”说為主軸，前後五次易稿。乾隆十七年刊刻行世。後來紀昀著《史通削繁》，是以浦起龍《史通通釋》為底本。乾隆十五年（1750年）浦起龍應無錫縣知縣王鎬邀请，與同邑華希閔、顧棟高等共同編纂《無錫縣志》。乾隆二十七年（1762年）去世。另著有《读杜心解》、《古文眉诠》、《酿蜜集》、《不是集》等卷。